# زمین‌لرزه هوالاین ۲۰۲۴
زمین‌لرزه هوالاین ۲۰۲۴ (انگلیسی: 2024 Hualien earthquake)، یک زمین لرزه با شدت 7.4 Mw مقیاس‌های بزرگی لرزه‌ای بود که در ۱۵ کیلومتری (۹٫۳ مایل) در جنوب شهر هوالین، شهرستان هوالاین تایوان رخ داد. در این زمین لرزه دست کم ۱۸ نفر کشته و بیش از ۱۱۰۰ نفر زخمی شدند.